# Rione Sanità
Rione Sanità (doslovno "Kvart zdravlja" na talijanskom) je četvrt u Napulju, dio četvrti Stella. Nalazi se sjeverno od povijesnog središta Napulja, uz brdo Capodimonte.

## Povijest
Ono što je sada Rione Sanità bilo je groblje u rimsko i helenističko doba, o čemu svjedoče otkrića helenističke hipogeje i paleokršćanskih katakombi. Područje je naseljeno u kasnom 16. stoljeću. Neke lokalne tradicije i mjesta, poput obreda Pezzentelle (vidi dolje), svjedoče o kulturnom stavu prema smrti koji se može povezati s izvornom upotrebom tog područja.
Dok je naselje u Rione Sanità izvorno osnovano kao dom za plemićke i bogate obitelji napuljske aristokracije (o čemu svjedoče palače kao što su Palazzo Sanfelice i Palazzo dello Spagnolo), to se područje s vremenom pretvorilo u jedno od najozloglašenijih i najdegradiranih u Napulju. Nezaposlenost, siromaštvo i raširena prisutnost Camorre dugo su karakterizirali ovu četvrt. Dramatična situacija u tom području privukla je volonterske i humanitarne napore, poput onih misionara Comboni koji već godinama djeluju kao podrška stanovništvu Rione Sanità.

## Obred "pezzentelle"
Jedna od najneobičnijih značajki Rione della Sanità je jedinstveni kult i ritual koji se odvija u kosturnici groblja Fontanelle. Kult seže u 17. stoljeće i uključuje ritualno paljenje svijeća posvećenih tzv. "pezzentelle" ("malim bijednicima"), odnosno duši "bezimenog mrtvaca" čije su kosti sačuvane u kosturnici. Točnije, napuljske obitelji tradicionalno "odabiru" jednu određenu lubanju iz kosturnice i brinu se o njoj (čiste je, pravilno postavljaju u kosturnicu i tako dalje), s namjerom da se "usvojena" bezimena duša oduži onima pažnje sa srećom i blagoslovom. Dok kult ima opći kršćansko-katolički okvir (jer se "pezzentelle" obično identificiraju kao duše čistilišta), mnogi njegovi elementi prilično su poganske prirode, tako da se može klasificirati kao sinkretički kult.

## Povijesne građevine
- Ospedale di San Gennaro dei Poveri
- Palazzo dello Spagnolo
- Palazzo di Majo
- Palazzo Sanfelice
- Palazzo Traetto

- Bazilika San Gennaro extra Moenia
- Chiesa del Santissimo Crocifisso ad Antesaecula
- Crkva Santa Maria Antesaecula
- Crkva Santa Maria della Sanità
- Chiesa di Santa Maria della Vita
- Crkva Immacolata e San Vincenzo
- Chiesa di Sant'Aspreno ai Crociferi
- Chiesa di Santa Maria della Misericordia ai Vergini
- Crkva Santa Maria dei Vergini
- Chiesa della Missione ai Vergini
- Chiesa di Santa Maria Succurre Miseris ai Vergini
- Crkva San Severo fuori le mura
- Klaustar Santa Maria alla Sanità
- Complesso dei Cinesi

## Značajne osobe
Vjerojatno najpoznatija osoba iz Rione Sanità bio je glumac, pjesnik, pjevač i pisac 20. stoljeća Totò, koji je rođen u Via (ulici) Santa Maria Antesaecula.

## Reference u popularnoj kulturi
Budući da je Rione Sanità donekle simbol najsiromašnijeg, najdegradiranijeg (ali i najslikovitijeg) karaktera Napulja, mjesto se naširoko spominje u popularnoj kulturi. Konkretno, odabran je kao mjesto radnje za niz filmova iz ere talijanskog neorealizma. Filmovi smješteni u Rione Sanità uključuju Zlato Napulja (1954) Vittorija de Sice i Jučer, danas i sutra (1963). Još jedan značajan portret Rione Sanità u umjetnosti je drama Eduarda De Filippa Il sindaco del rione Sanità.